# Bor u Chroustovic
Bor u Chroustovic (německy Bor bei Chraustowitz) je vesnice, část obce Rosice v okrese Chrudim. Nachází se asi 2,5 km na východ od Rosic. V roce 2009 zde bylo evidováno 55 adres.
V roce 2017 tu žije 120 obyvatel.[zdroj⁠?!]
Bor u Chroustovic je také název katastrálního území o rozloze 2,46 km2.

## Galerie

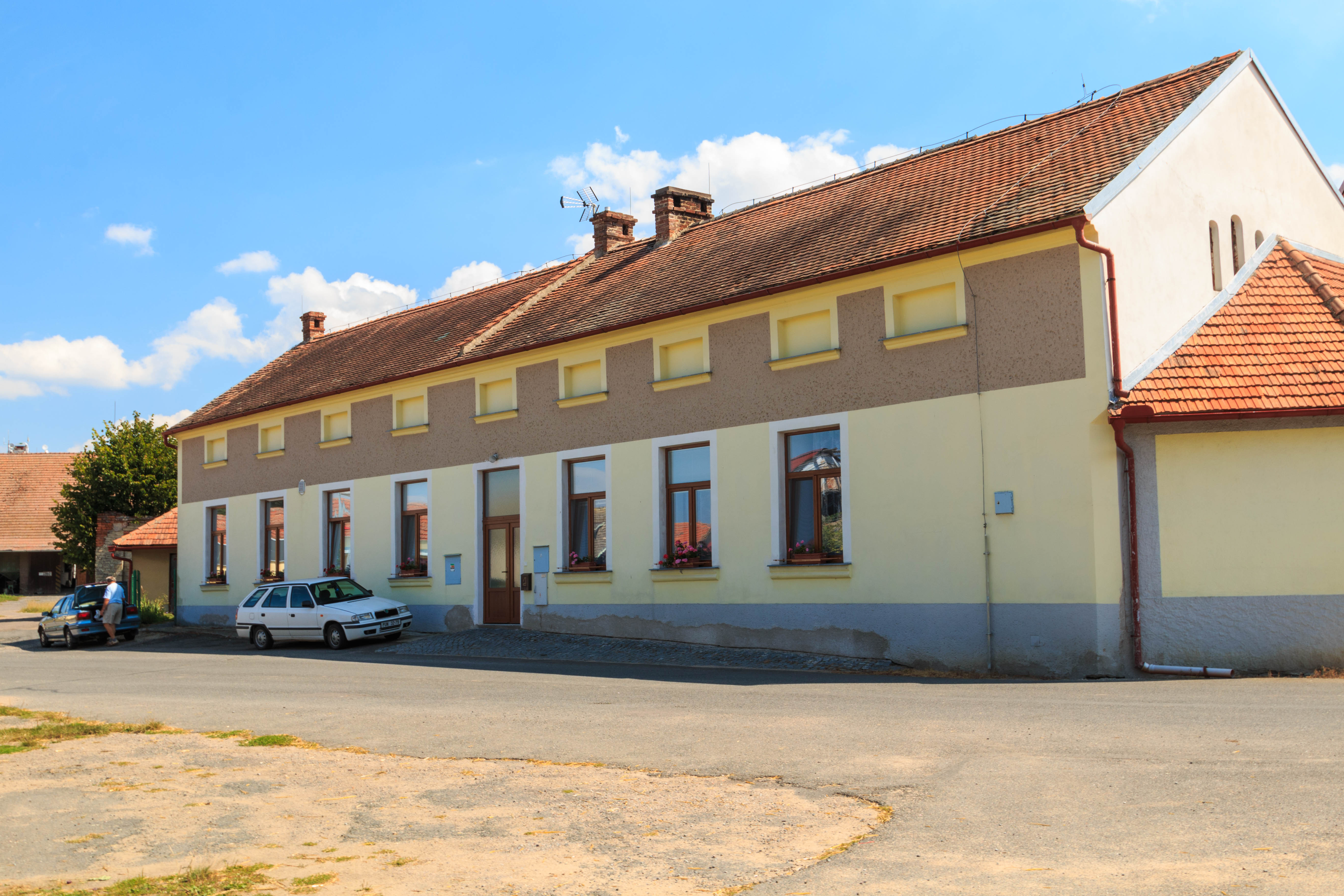
Bor u Chroustovic - 2
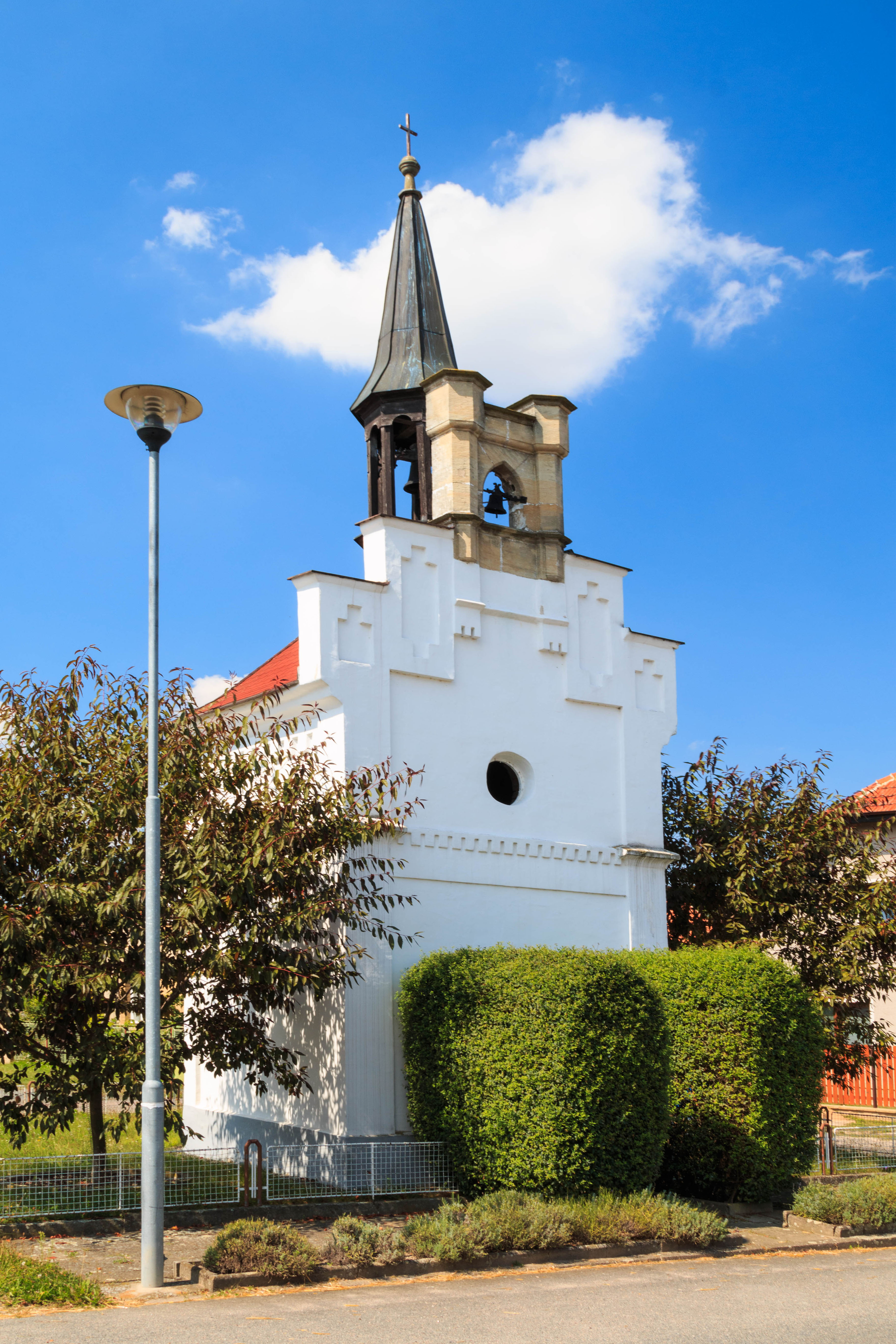
Bor u Chroustovic - kaplička
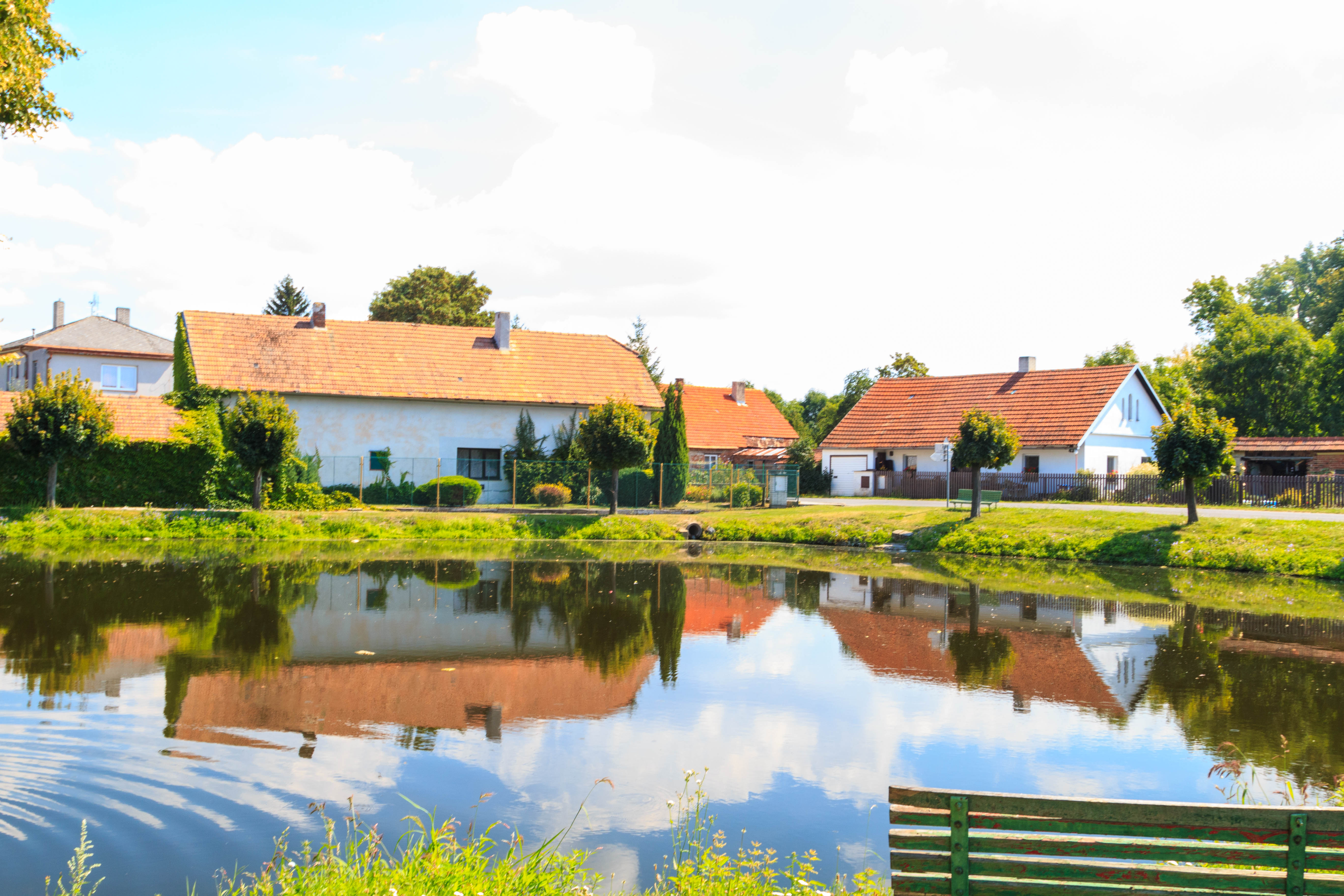
Bor u Chroustovic - rybníček
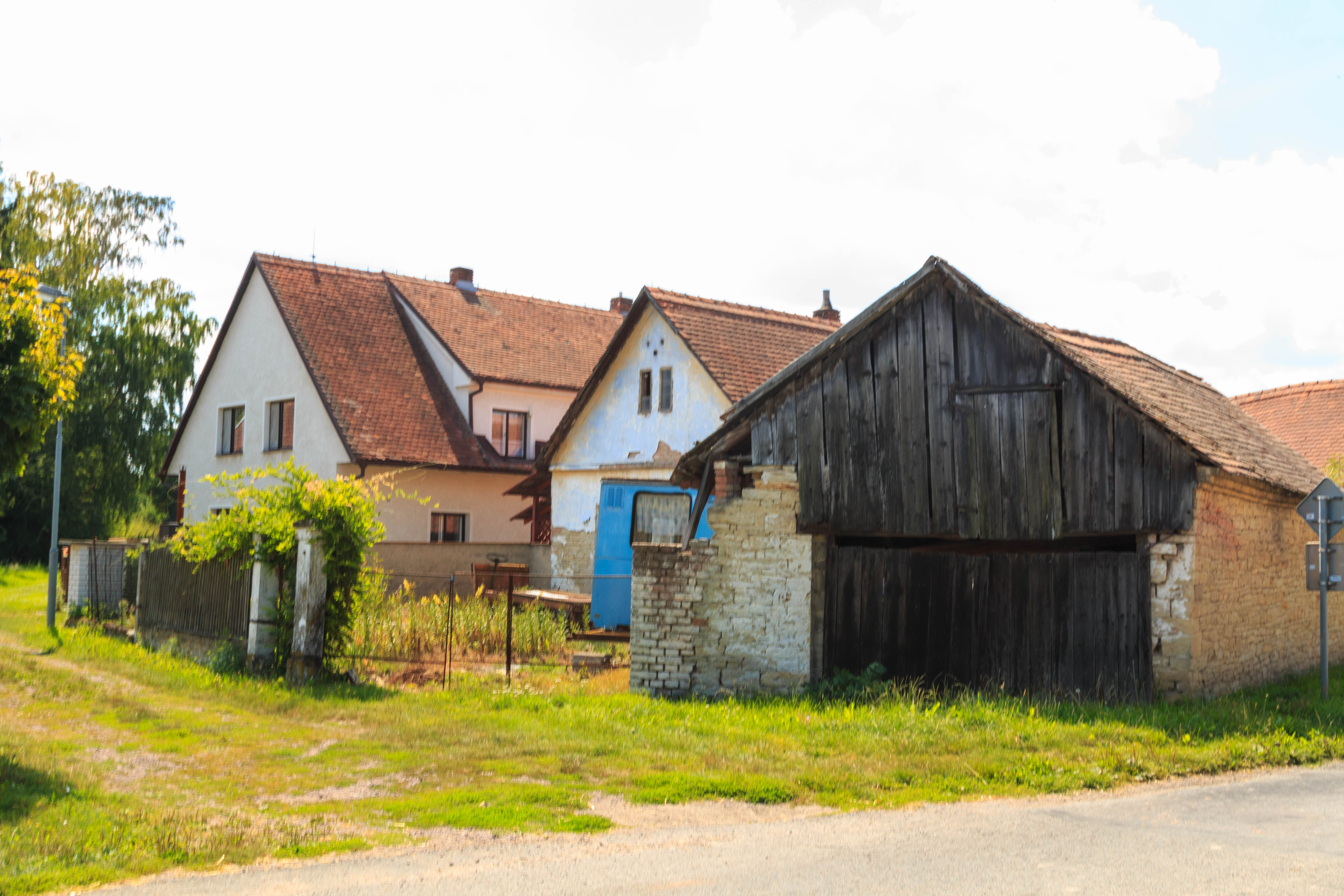
Bor u Chroustovic - čp. 16